# Eobalaenoptera harrisoni
Eobalaenoptera harrisoni és un cetaci extint la posició taxonòmica del qual encara és incertae sedis, descobert el juny del 2004 per investigadors del Museu d'Història Natural de Virgínia. Dooley, Fraser i Luo, 2004 assignaren el gènere a la família dels balenoptèrids, tot i que la nova espècie també presenta característiques similars a les de la família dels eschríchtids. Démere et al. (2005) classificaren el gènere com incertae sedis dins de la superfamília dels balenopteroïdeus.